# 機場駅 (香港)
機場駅（きじょうえき、ゲイチュンえき、ヂーチァンえき）は香港新界離島区にある、MTR機場快線の駅である。香港国際空港の最寄駅。

## 歴史
- 1998年7月6日 - 機場快線の終点として開業。
- 2005年12月20日 - 博覧館駅 - 機場駅間開業により、途中駅となる。

## 駅構造
上下2層構造のの高架駅で、行き先によってホーム階が異なる。相対式ホーム2面1線が2つある構造であるが、どちらの階もホーム片面が未使用となっている。ホームドア完備。

### のりば
| L6 出国ホーム                          |
| ➌番線 相対式ホーム 未使用              |
| ←■機場快線 博覧館方面                  |
| ➊番線 相対式ホーム ターミナル2方面出口 |
| L5 入国ホーム                          |
| ➍番線 相対式ホーム 未使用              |
| ■機場快線 市区方面→                    |
| ➋番線 相対式ホーム のりば              |

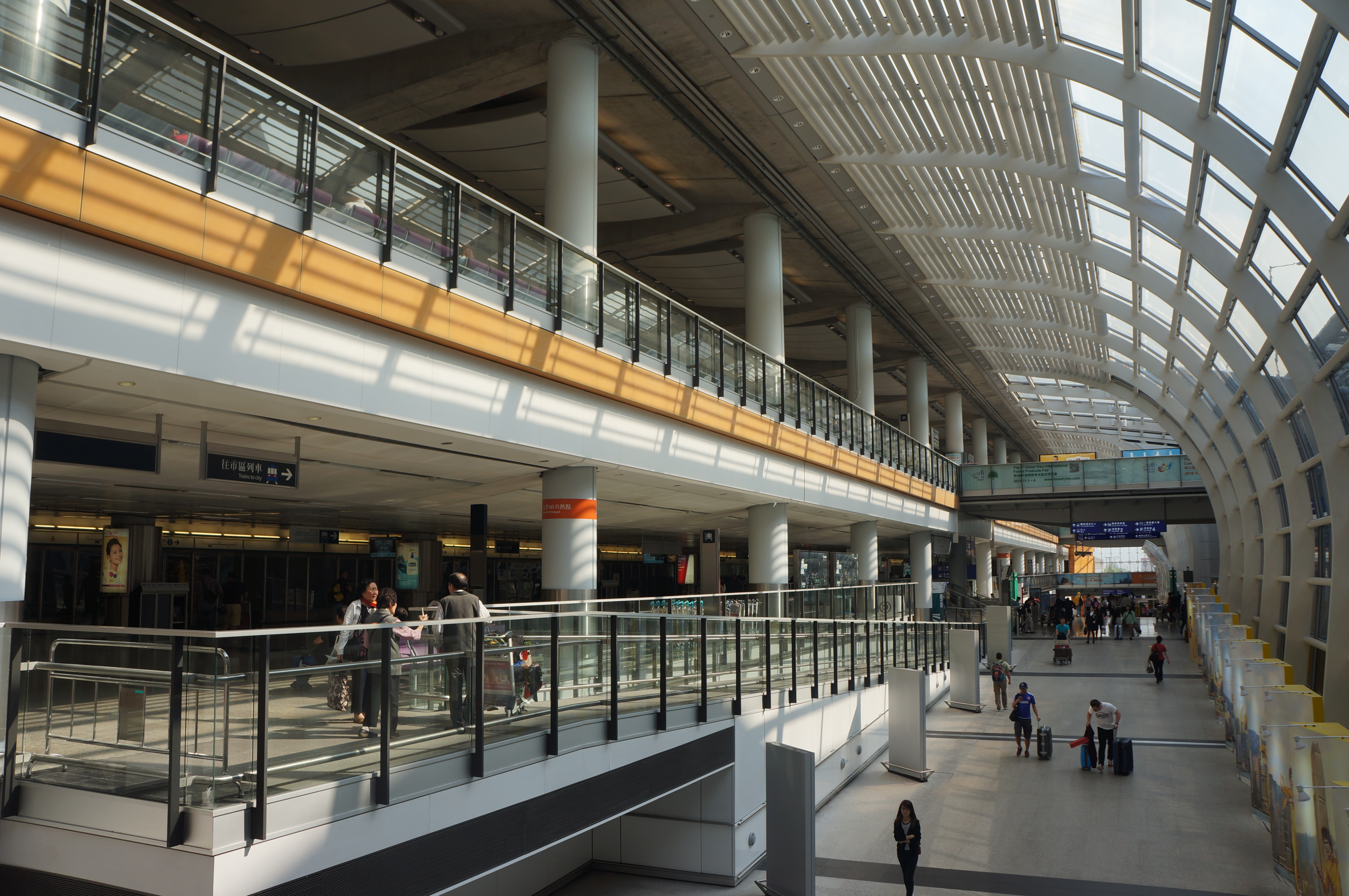
駅構内
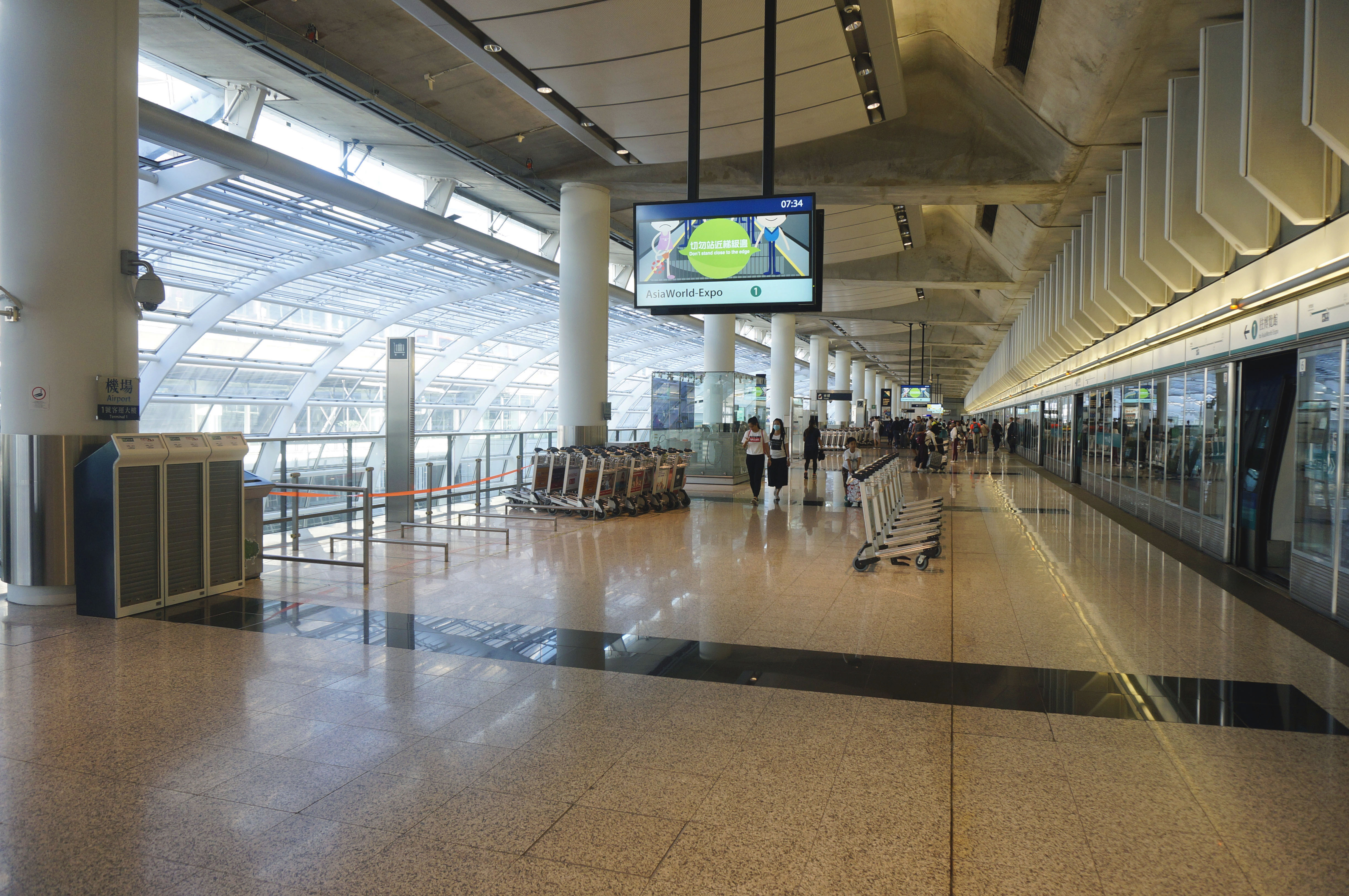
1番線ホーム
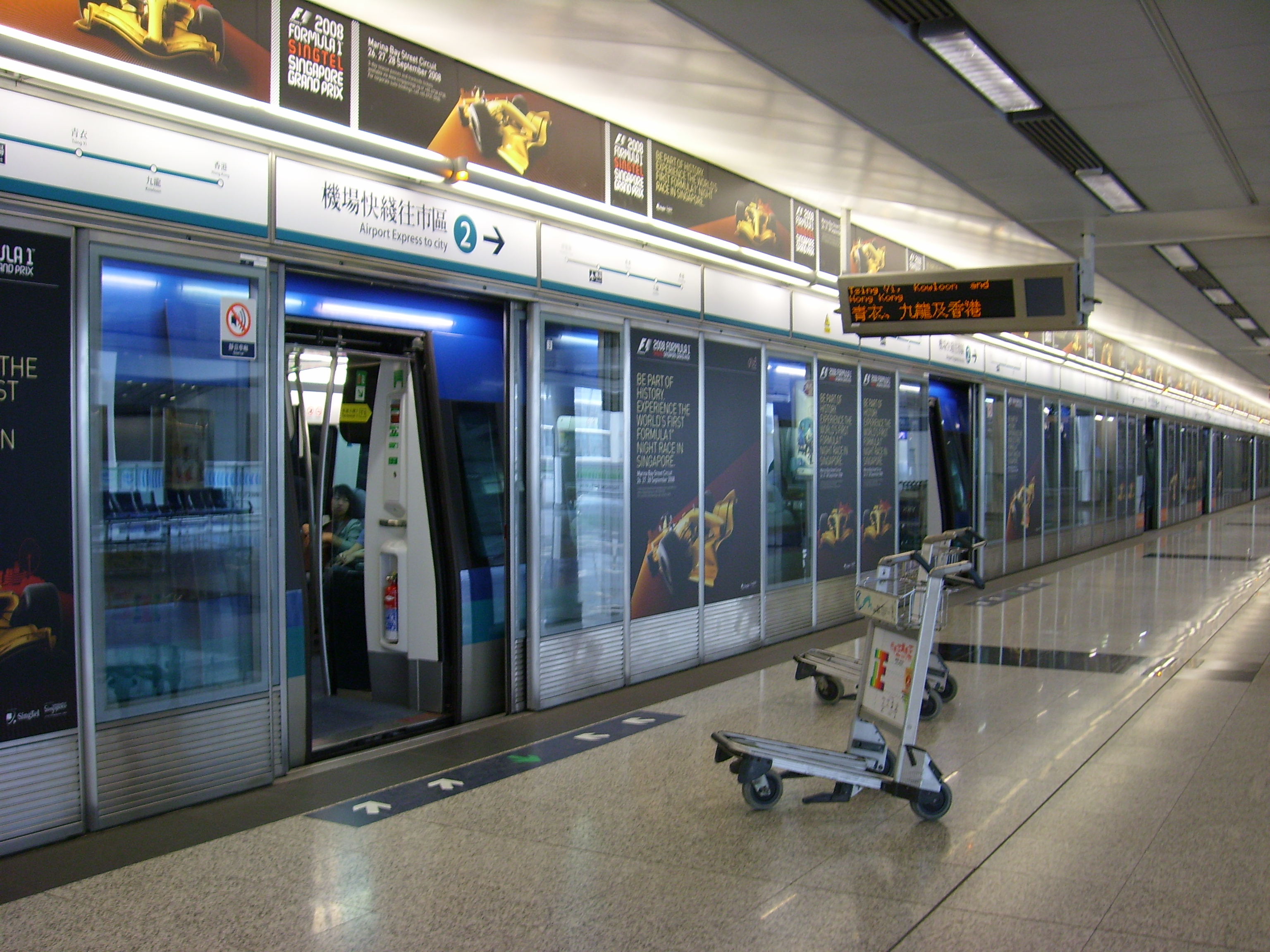
2番線ホーム
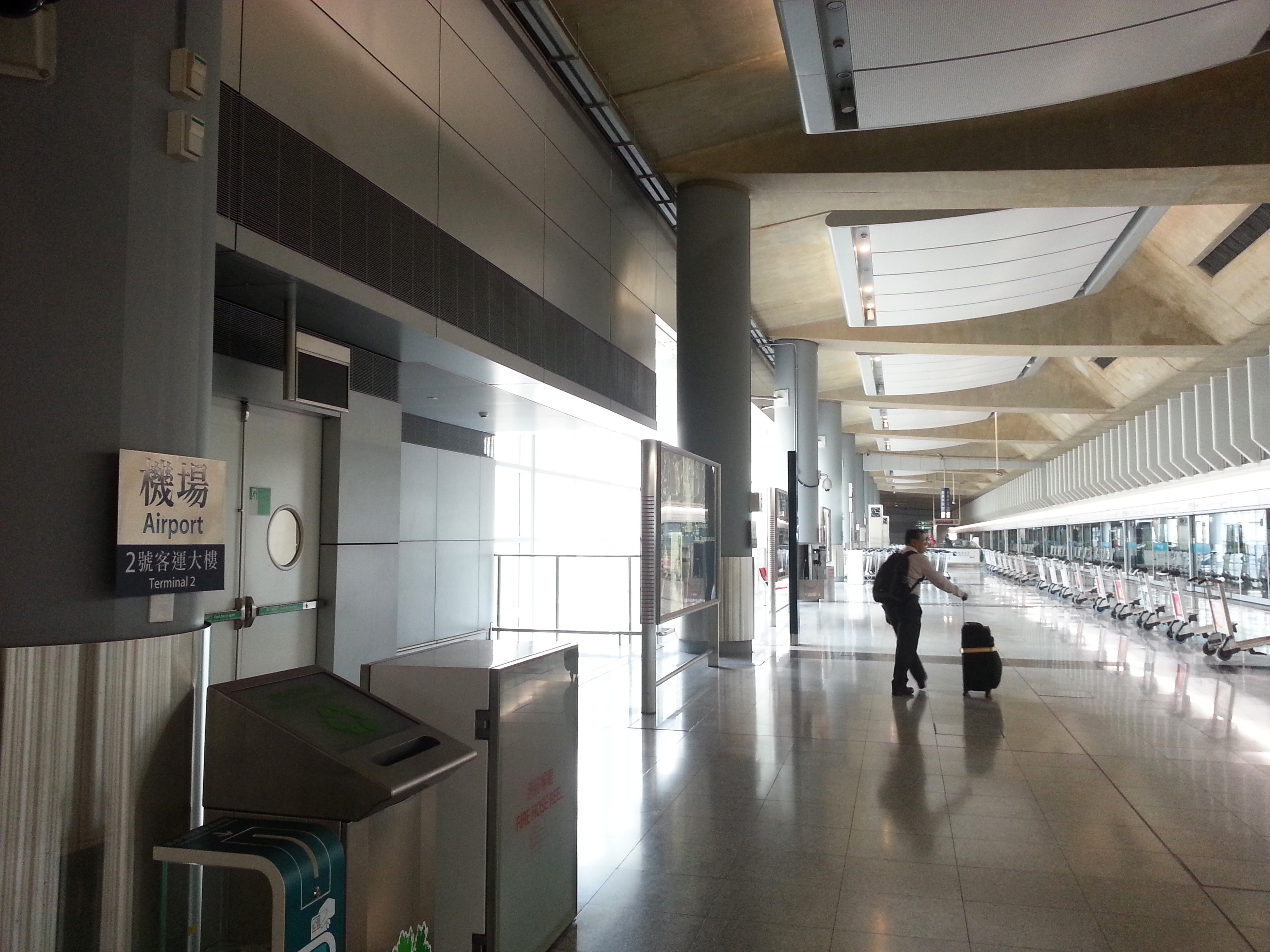
3番線ホーム（未使用）

## 駅周辺
- 香港国際空港

## 隣の駅
香港鉄路
■機場快線
博覧館駅 - 機場駅 - 青衣駅